# Антоніо де Переда
Антоніо де Переда  (італ. Antonio de Pereda y Salgado, 1611, Вальядолід — 1678, Мадрид) — іспанський художник XVII століття. Малював релігійні композиції, картини історичної тематики, натюрморти.

## Біографія
Син другорядного іспанського художника з тим же самим ім'ям. У 11 років залишився сиротою. Хлопця забрав до себе в Мадрид дядько.
Виказав художні здібності. Хлопця віддали в художню майстерню, володарем якої був Педро де лас Куевас. Його вважають вчителем Переди. Педро де лас Куевас також вчитель цілої низки іспанських художників, серед яких —
- Хуан Кареньо де Міранда
- Хусепе Леонардо
- Франсіско де Бургос Мантілья
- Антоніо Аріас Фернандес
- Хуан Монтеро де Рохас та інші.

Вже перебування в такому оточенні допомогло в дечому сформувати межі жанрів, в яких надалі працюватиме Переда. Так, Хусепе Леонардо та Франсіско де Бургос Мантілья малювали історичні картини, а де Бургос Мантілья створював натюрморти.
Переда вивчав твори художників попередників. Йому дозволили копіювати картини італійських майстрів, що були в оселях королівського судді Франсиско де Техада та римського майстра, художника і архітектора Джованні Батіста Крещенци, що переселився з Риму в Мадрид і працював на оздоблення Ескоріала. Крещенци теж відомий як художник натюрмортів.
Як художник, Переда мав впливи творів Хосе де Рібера та Веласкеса, але схилявся більше у бік елегантності та Величної манери барокової стилістики зразків з Риму.
Працював головним чином в Мадриді. Його неповний життєпис створив історіограф іспанських художників — Антоніо Паломіно, який сам знав не все.

## Вибрані твори
- Захоплення міста Генуї маркізом де Санта Крус, Прадо.
- Алегорія Скороминущості
- Святий Єронім, Прадо
- Святий Ільдефонсо і Мадонна, Лувр, Париж
- Непорочне зачаття, Музей образотворчих мистецтв (Будапешт)
- Заручини Богородиці та Св. Йосипа
- Вівтар для монастиря кармелітів, Толедо
- Скорботний Христос
- Сан Хосе, Палац Орьєнте, Мадрид
- Сан Сальвадор
- Натюрморт з овочами, Гельсінки, Фінляндія
- Натюрморт з фруктами, Лісабон
- Натюрморт з чорним кабінетцем, Ермітаж
- Натюрмрт з годинником, Москва
- Марнота марнот, Уффіці, Флоренція
- Сон лицаря, Королівська Академія красних мистецтв Сан Фернандо , Мадрид

## Натюрморти Переди

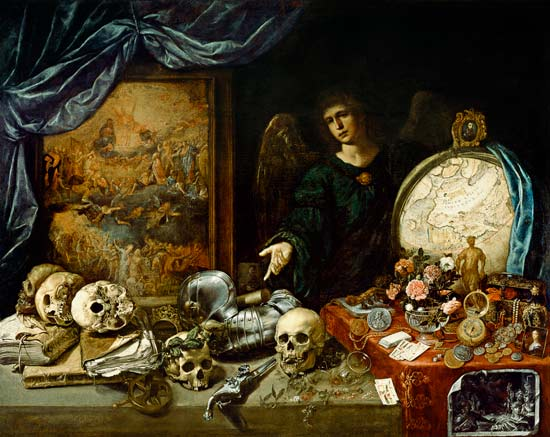
Марнота марнот, Уффіці
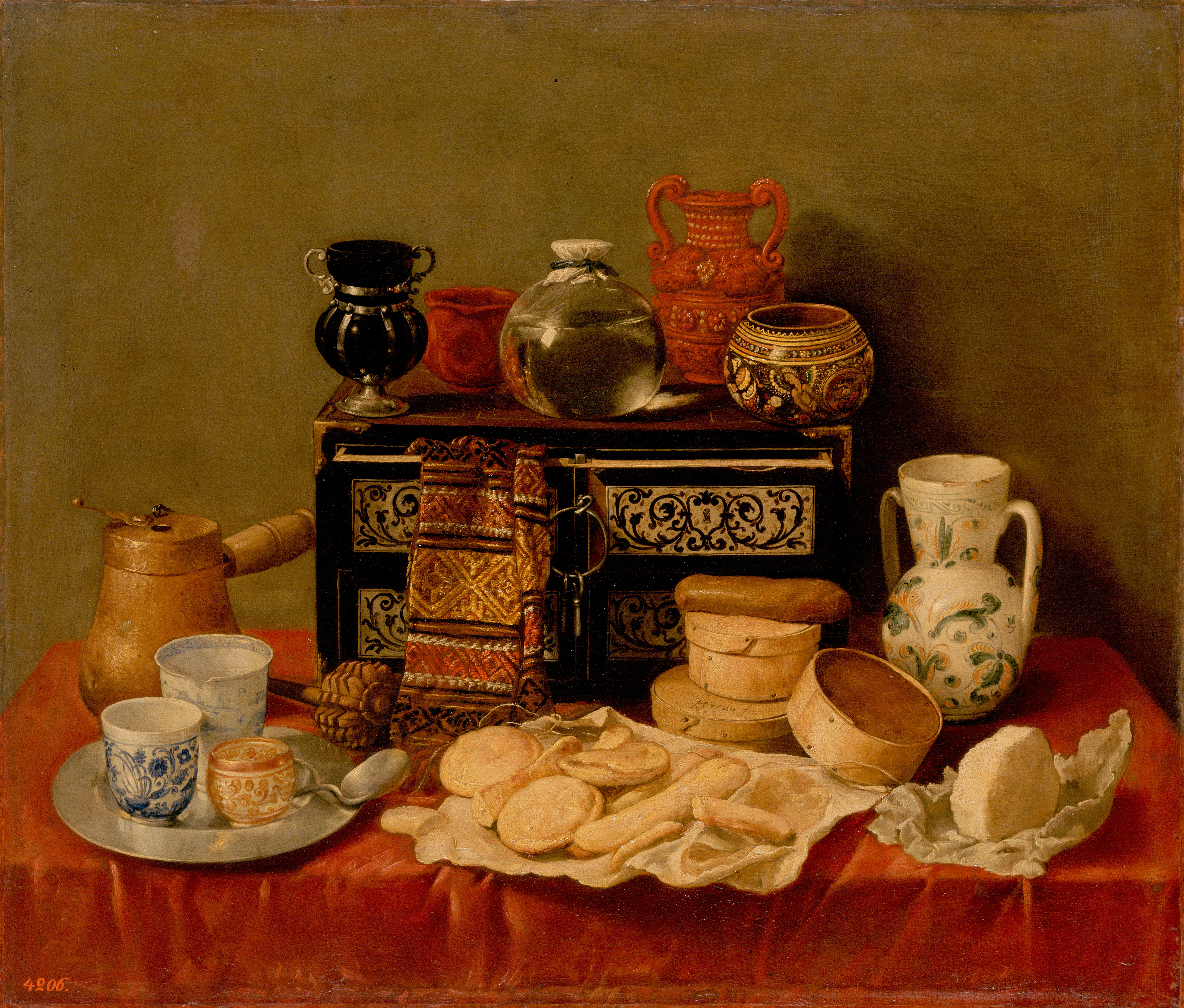
Натюрморт з чорним кабінетцем, Ермітаж
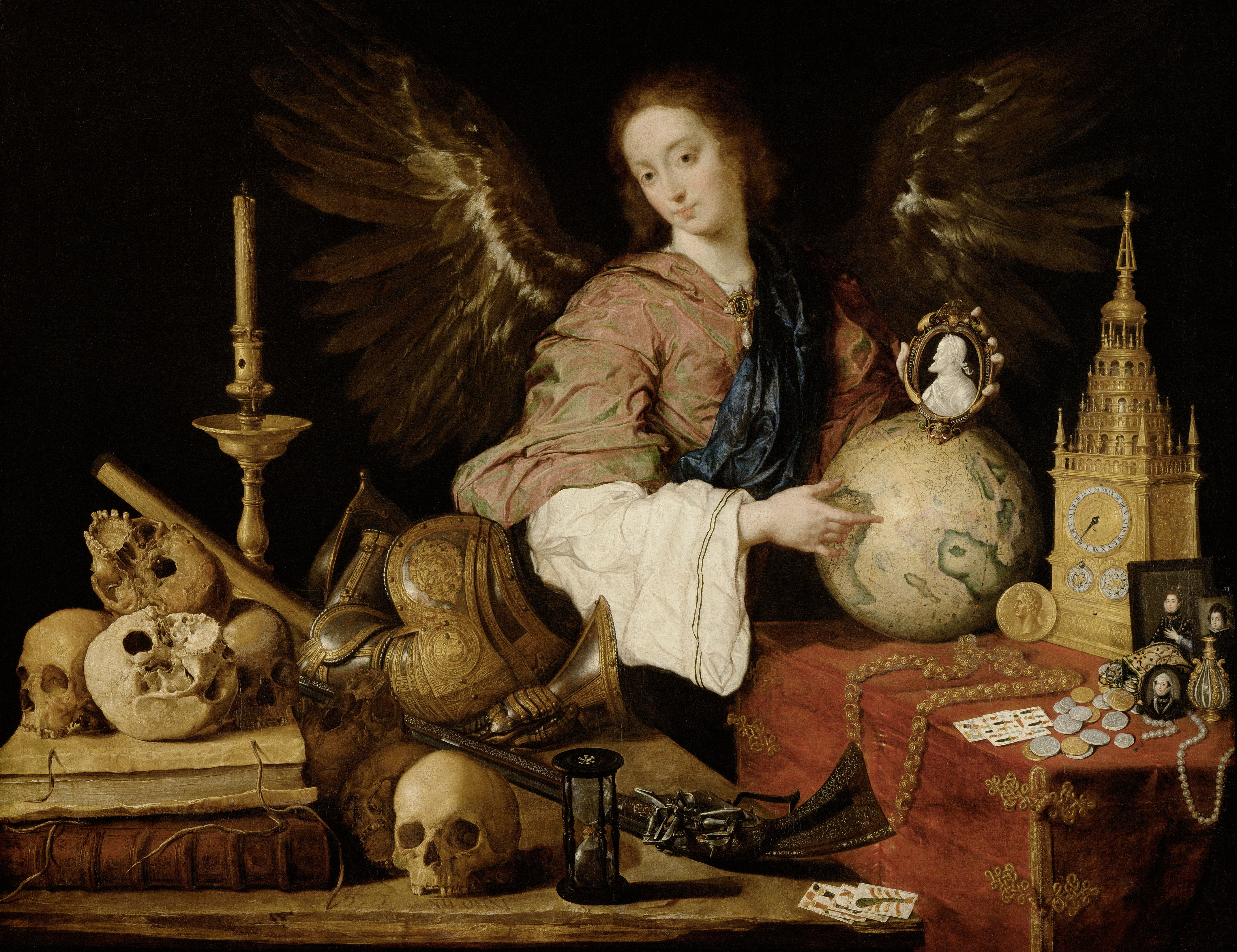
Марнота марнот,Художньо-історичний музей, Відень
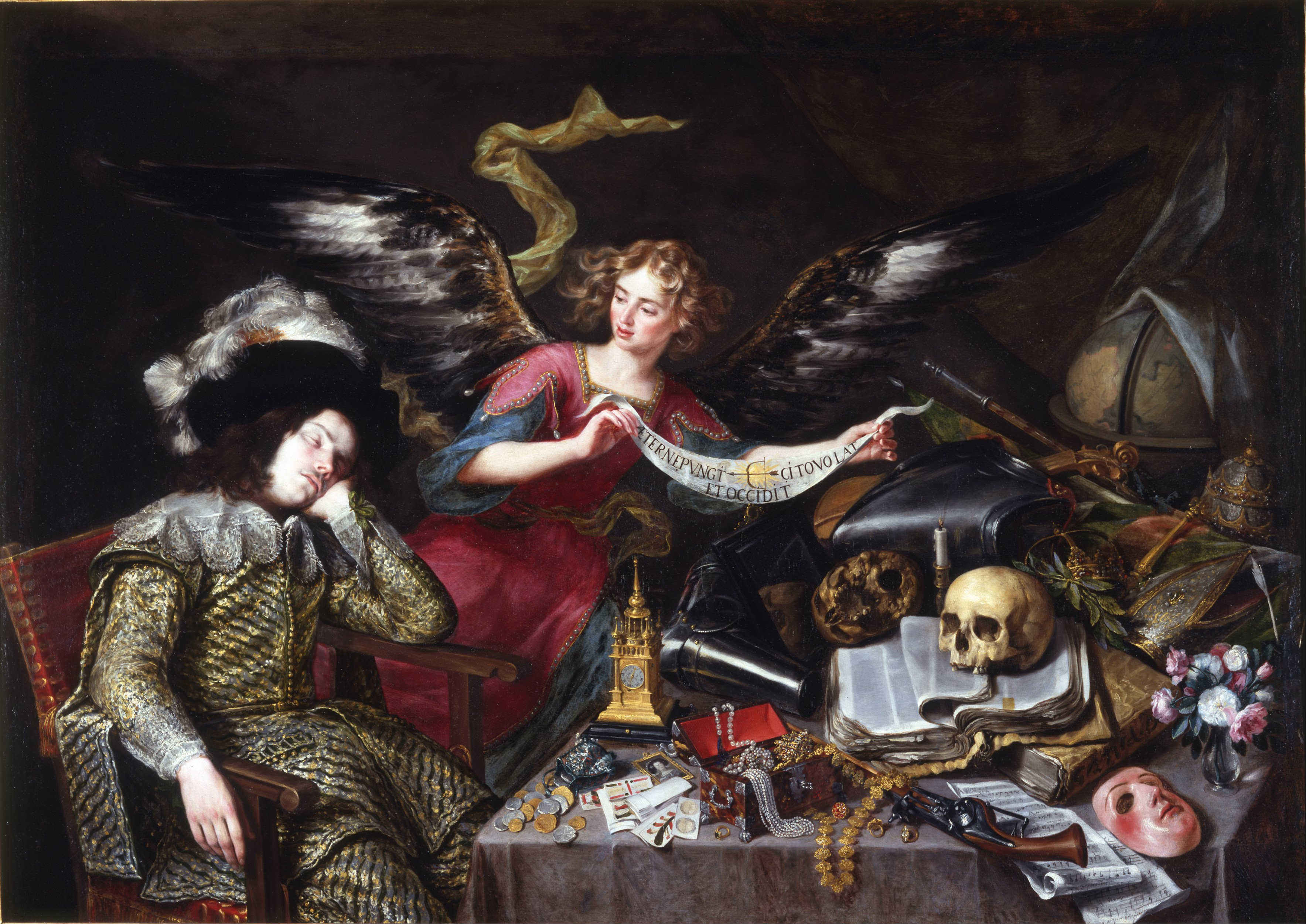
Сон лицаря

## Релігійні картини

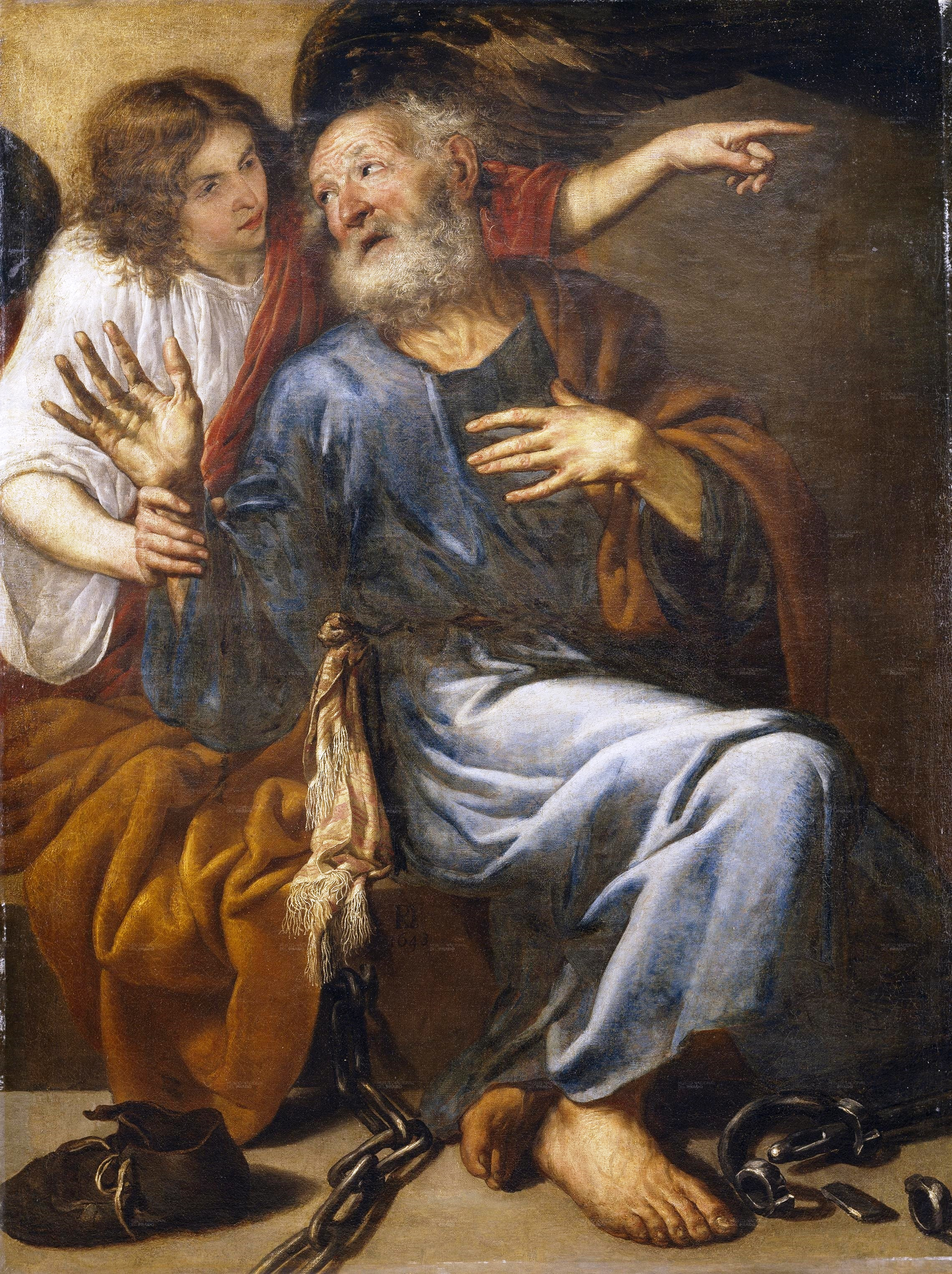
Янгол звільняє Апостола Петра з в'язниці
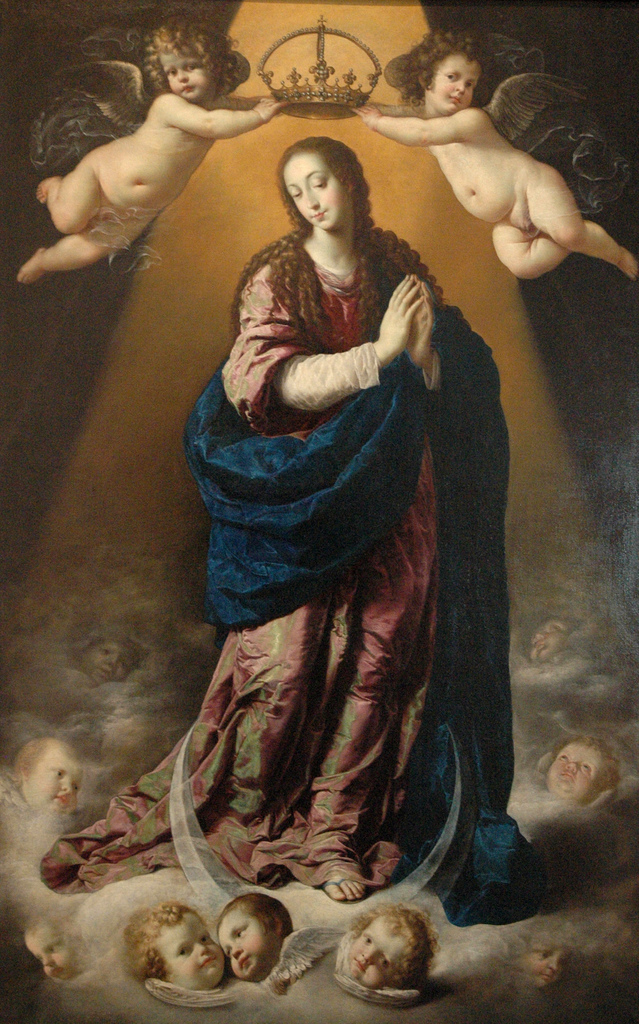
Непорочне зачаття
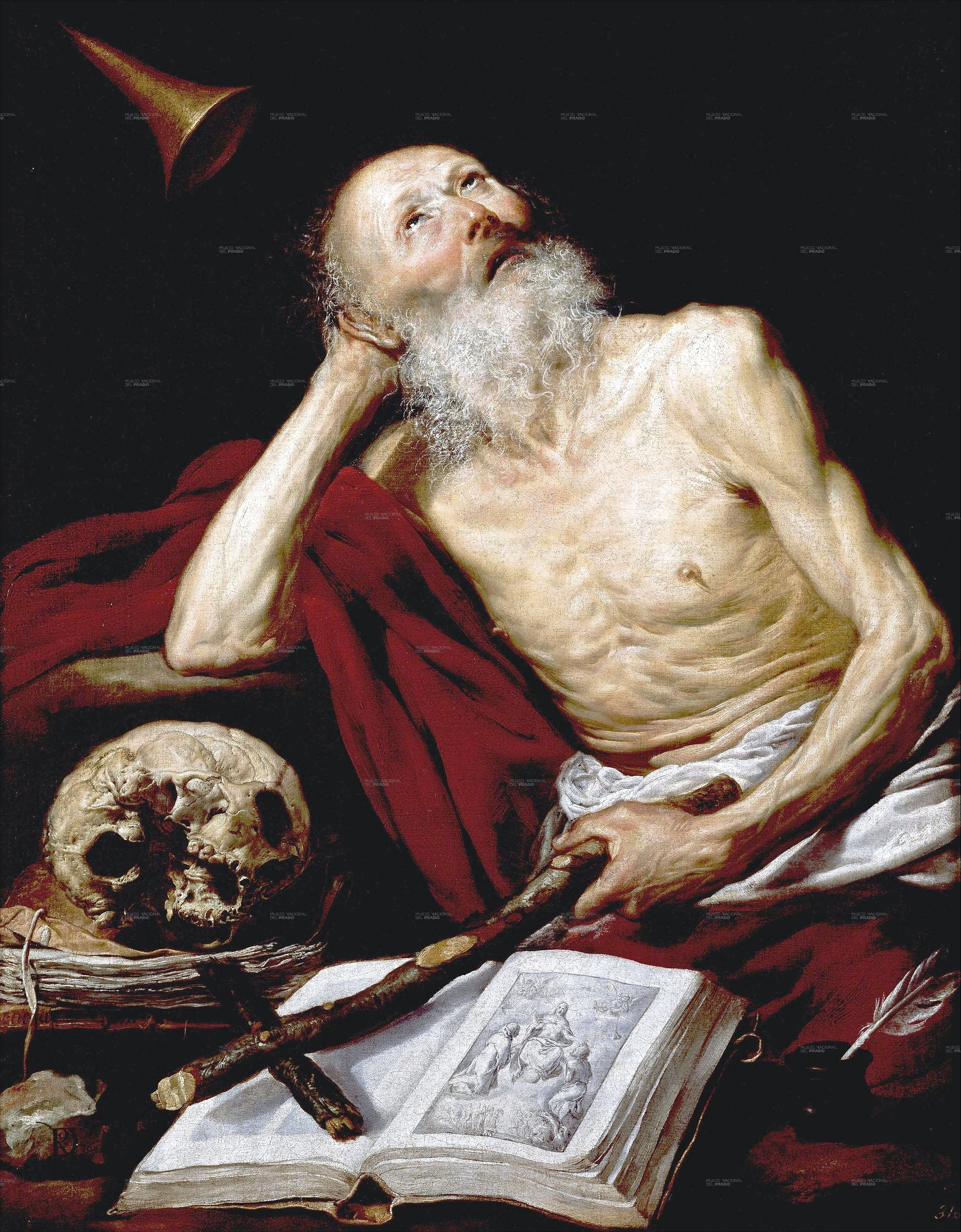
Св. Єронім в пустелі
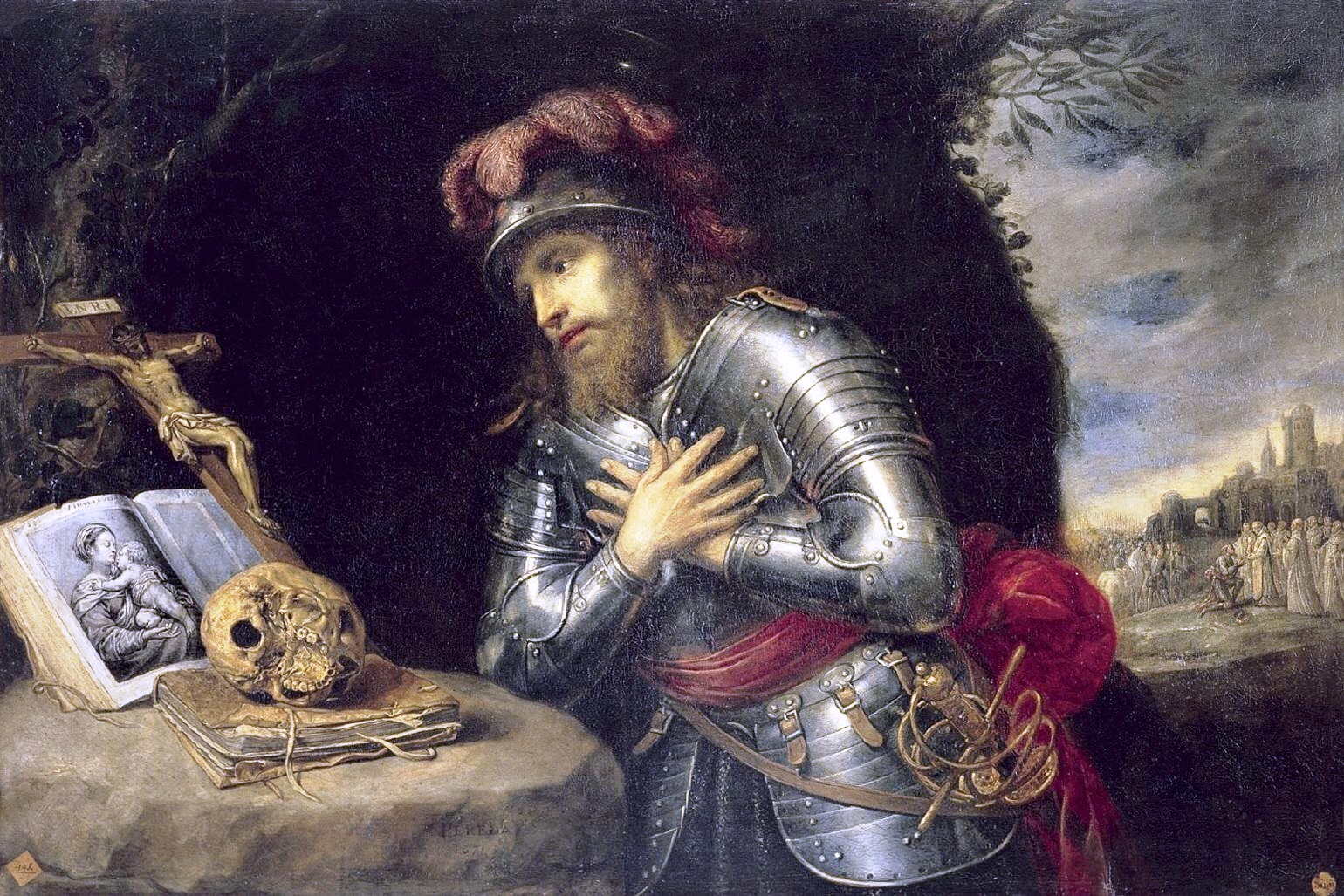
Сант Віллям Аквітанський